# Megasema montana
Megasema montana là một loài bướm đêm trong họ Noctuidae.